# Torre des Matzoc
Torre des Matzoc („Turm von Es Matzoc“, auch Torre d’Aubarca oder hoch-katalanisch Torre d’Albarca) ist ein Wart- und Wehrturm aus dem 18. Jahrhundert an der Nordostküste der spanischen Baleareninsel Mallorca. Im Laufe der Geschichte wurde er auch Torre de sa Falconera und Torre de San Fernando genannt. Heute ist der Torre des Matzoc als „Gut von kulturellem Interesse“ („Bé d’interès cultural“ – BIC) eingestuft. Er befindet sich im Gemeindegebiet von Artà, etwa neun Kilometer nordöstlich der Stadt Artà.

## Lage und Beschreibung

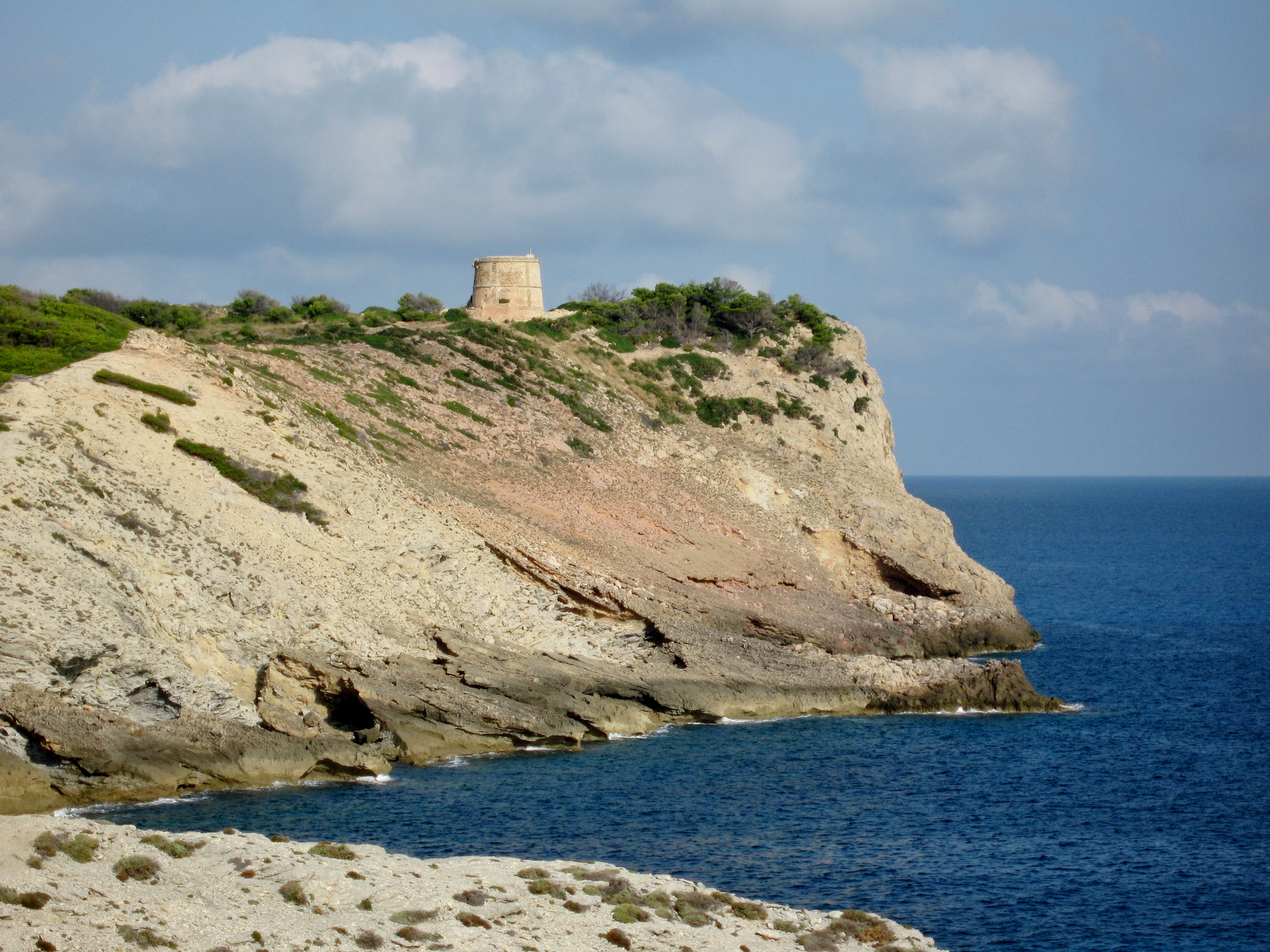
Morro d’Aubarca

Der Torre des Matzoc steht auf dem Morro d’Aubarca, einem Felsen-Kap zwischen dem Cap de Ferrutx im Nordwesten und dem südöstlichen Cap des Freu. Südlich des Turmes mündet der Torrent des Matzoc, auch Torrent de s’Aladron, ein Sturzbach („Torrent“), der nur bei starken Regenfällen Wasser führt, an der Cala des Matzoc („Bucht von Es Matzoc“) ins Mittelmeer.
Das Hinterland bilden die Landgüter Aubarca (auch Albarca) und sa Duaia, die sich beide in öffentlichem Besitz befinden. Aubarca ist dabei Teil des Naturparks der Halbinsel des Llevant (Parc natural de la península de Llevant). Der Küstenabschnitt, an dem sich der Torre des Matzoc befindet, ist so gut wie unbewohnt. Dem Turm gegenüber, 0,4 Seemeilen vor der Küste des Morro d’Aubarca, liegt die Klippe von Aubarca (Faraió d’Aubarca), eine kleine Felseninsel, in der offenen See.
Der kegelförmige Rundbau des Torre des Matzoc ist etwa elf Meter hoch und erreicht damit eine Höhe von 67 Metern über dem Meeresspiegel. Der mittels Kalkstein und Mörtel errichtete zweigeschossige Turm weist außen Verwitterungsspuren auf. An der Südwestseite befindet sich der ebenerdige Eingang, der ursprünglich dort nicht vorhanden war. Bei Errichtung des Turmes wurde aus Sicherheitsgründen der Eingang im Obergeschoss angelegt. Von dort führt eine steinerne Wendeltreppe hinunter zum Erdgeschoss mit seinen drei Räumen, darunter die ehemalige Pulverkammer. Die Geschützplattform erreicht man vom kuppelförmigen einzigen Raum des Obergeschosses über eine enge, steinerne Wendeltreppe und eine hölzerne Leiter. Auf dem Turm liegt noch immer eine der ursprünglich drei dort zur Küstenverteidigung genutzten Kanonen, die durch die Witterungseinflüsse mit Rost überzogen ist.

## Geschichte

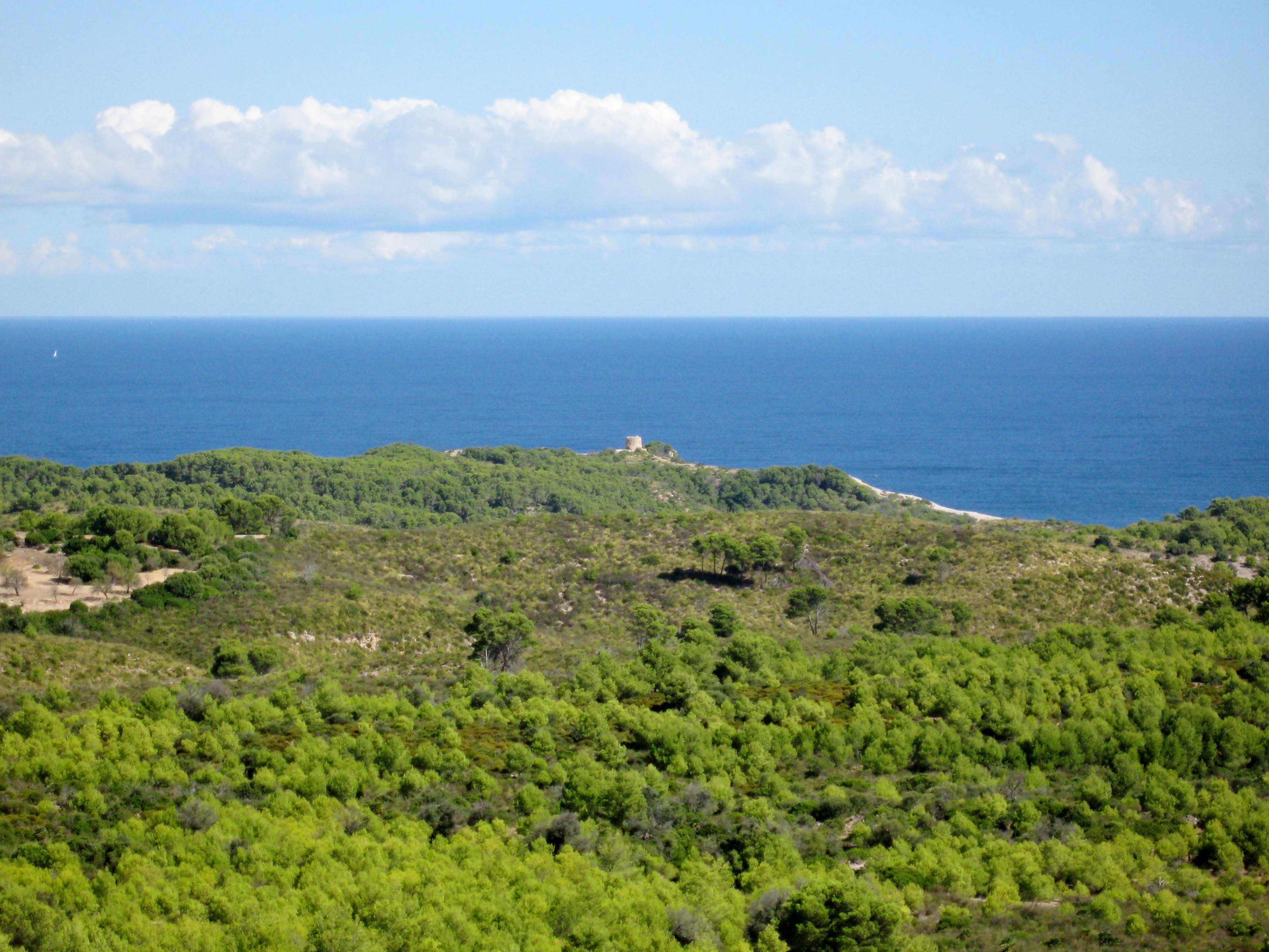
Aubarca mit Torre des Matzoc

Der Torre des Matzoc gehört zu den 85 Türmen entlang der Küste Mallorcas, die zu Beobachtungs- und Verteidigungszwecken gegen die Übergriffe nordafrikanischer Korsaren in Sichtverbindung zueinander errichtet wurden. Dabei ist er jüngeren Datums als seine beiden Nachbartürme aus dem 16. Jahrhundert, der Talaia de Son Jaumell im Südosten und der Talaia Moreia im Westen. Im Jahr 1751 auf einer Höhe von 56 Metern nicht allzu hoch und direkt an der Küste errichtet war es von ihm aus möglich, mittels der Kanone feindliche Landungen an der Cala es Matzoc unmittelbar zu bekämpfen. Gleichzeitig diente er wie der Turm von Son Jaumell (Höhe: 271 Meter) und der Talaia Moreia (Höhe: 432 Meter) der Beobachtung des Meeres und der Übermittlung feindlicher Schiffsbewegungen an die im Landesinneren gelegenen Ansiedlungen sowie über die anderen Türme zur Militärzentrale Torre de l’Àngel in Palma. Dort wurden die Entscheidungen zur Entsendung erforderlicher Truppen getroffen.

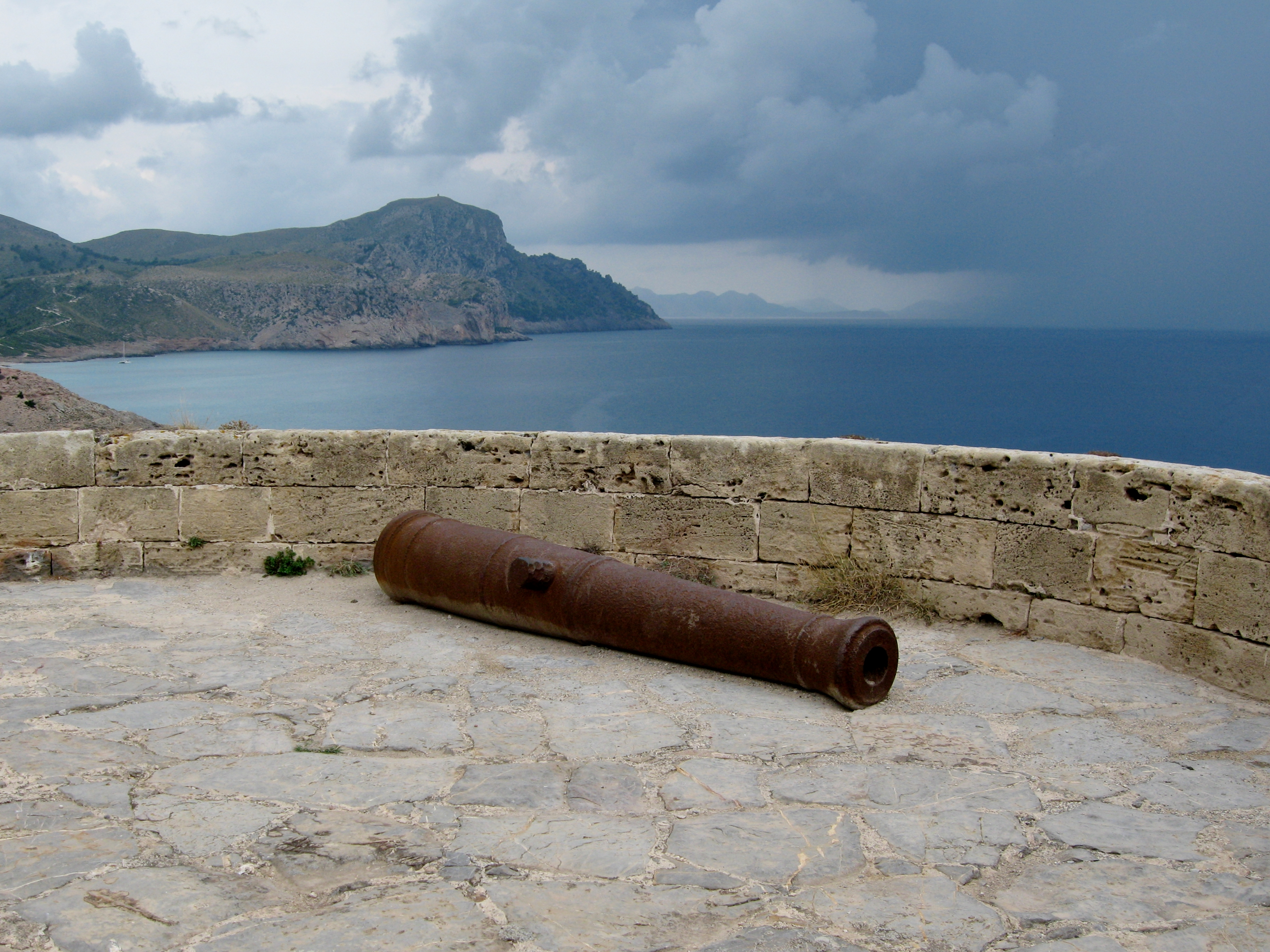
Blick Richtung Talaia Moreia

Als die Gefahren von See durch die Änderung der Machtverhältnisse im Mittelmeer zugunsten der europäischen Mächte im 19. Jahrhundert endeten, wurden die Küstentürme nicht mehr benötigt. Nun ohne Wachpersonal begann ihr Verfall. Dies betraf auch den Torre des Matzoc. Allerdings nahm nun der Schmuggel an Mallorcas Küsten zu, weshalb im Jahr 1829 die Carabiners gegründet wurden. Diese Polizeieinheit sollte die illegale Einfuhr von Waren, die vornehmlich aus dem westlichen Mittelmeerraum, wie Marseille, Genua oder von der Küste des Maghreb stammten, bekämpfen. Im 20. Jahrhundert wurde auch der Torre des Matzoc durch die Carabiners bis zu ihrer Auflösung nach dem Spanischen Bürgerkrieg genutzt. Der Küstenweg von der Cala Estreta bis nach s’Arenalet des Verger (auch s’Arenalet d’Aubarca), der am Turm von es Matzoc vorbeiführt, wird noch heute als Camí dels Carabiners bezeichnet.

Ansichten des Turmes
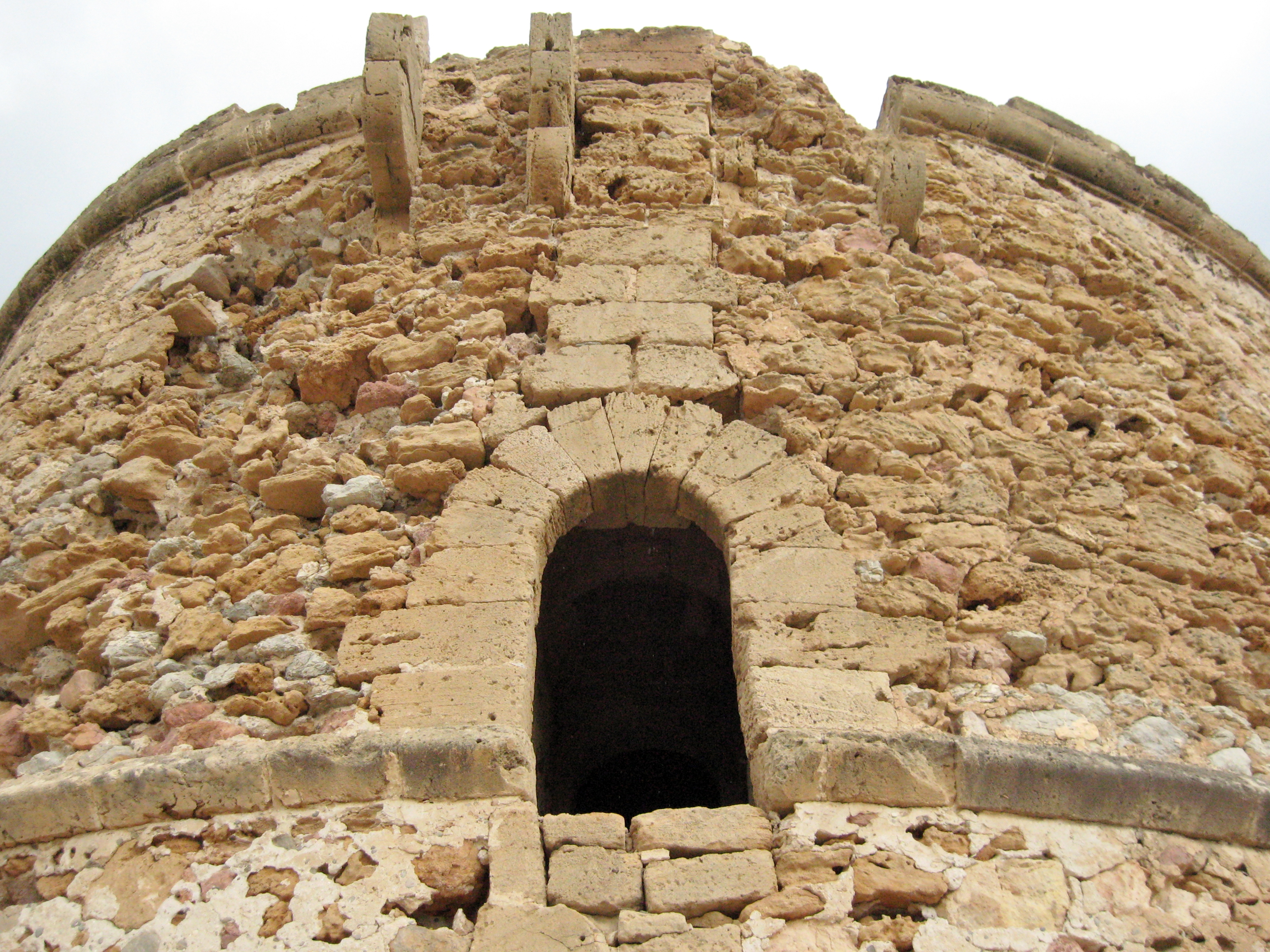
Ursprünglicher Eingang
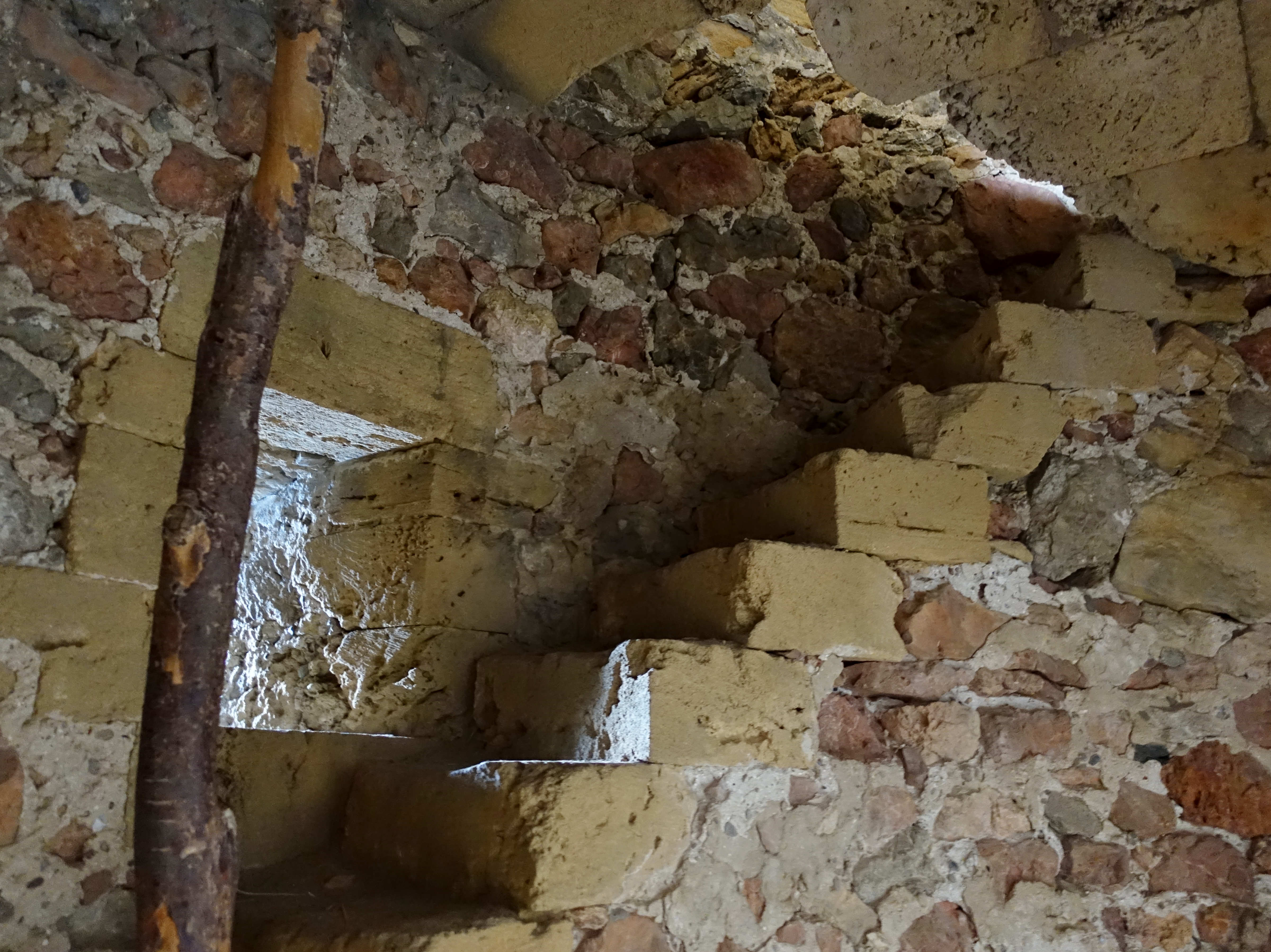
Treppe im Innenraum
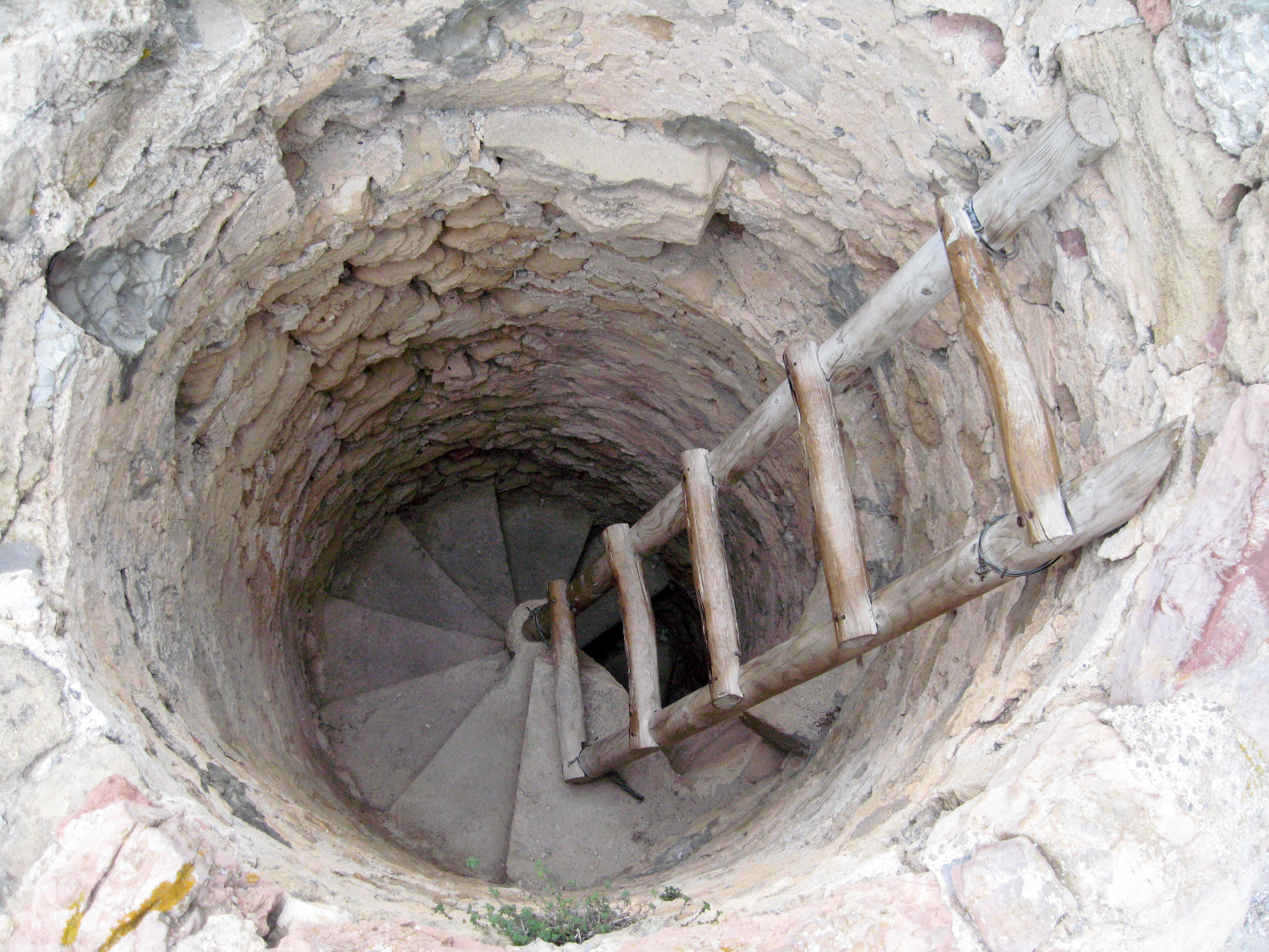
Holzleiter zur Plattform
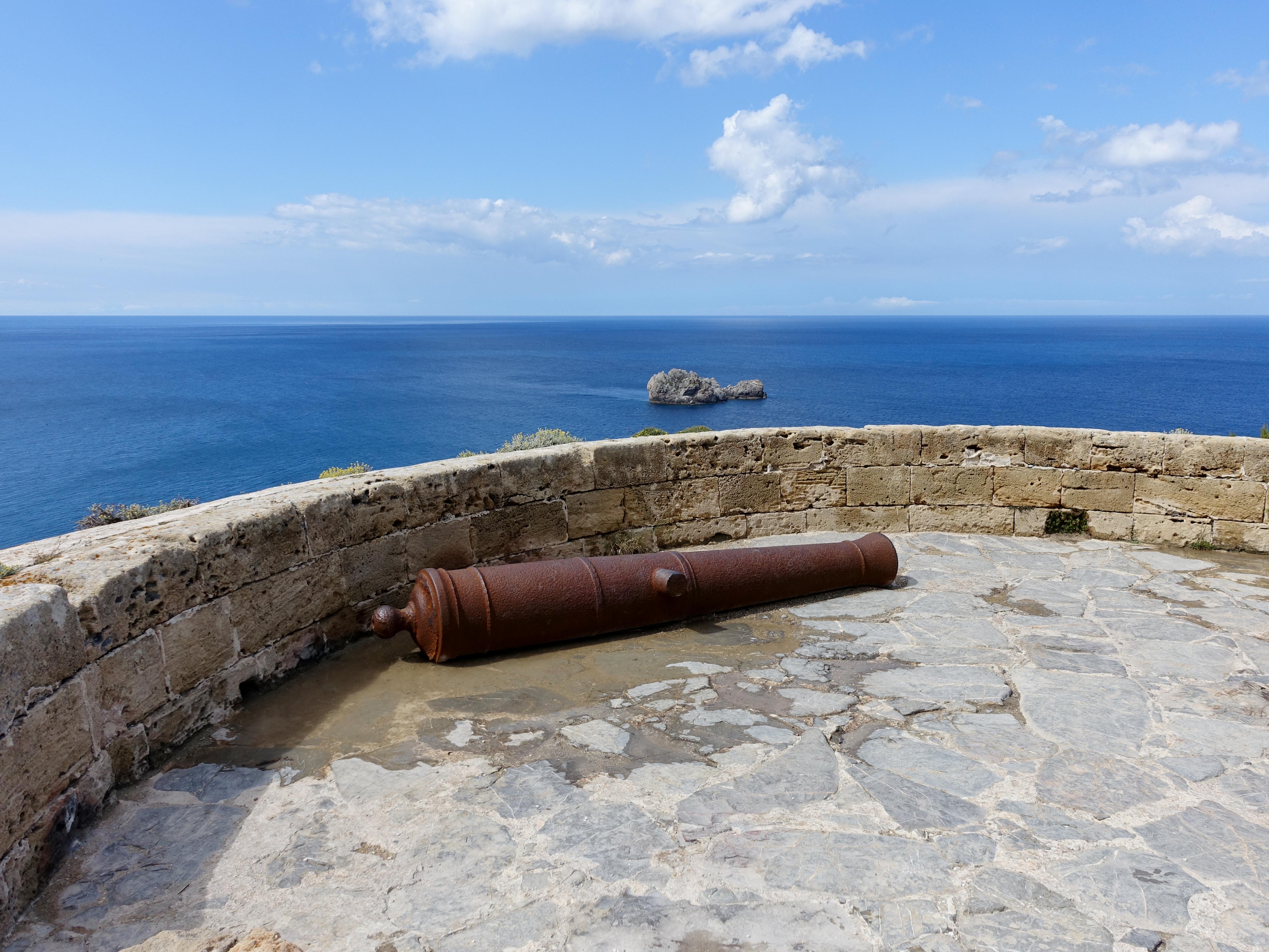
Geschützplattform

## Zugang
Von Artà aus ist der Torre des Matzoc, ausgehend von der Landstraße MA-15 in Richtung Cala Rajada, auf der dort beginnenden Landstraße zur Cala Torta zu erreichen. Am rechtsseitigen Abzweig nach Cala Torta folgt man dem geraden Straßenverlauf in Richtung Cala Estreta. Hier endet die an ihrem Ende schlecht unterhaltene Straße und der Küstenwanderweg Camí dels Carabiners führt Richtung Westen zum Torre des Matzoc.
Eine weitere Möglichkeit bieten die Wanderwege des Naturparks, die nahe der Straße von Artà zur Ermita de Betlem bei s’Alqueria Vella d’Avall beginnen. Dort wählt man den südlich verlaufenden markierten Weg zum Landgut von Aubarca, von wo aus über weitere Wege nordöstlich zur Küste auch der Torre des Matzoc erreichbar ist.